# Reserva natural nacional de los humedales de Sichuan Ruoergai
La Reserva natural nacional de los humedales de Sichuan Ruoergai es una reserva natural situada en el curso alto del río Amarillo, en el noroeste de la provincia de Sichuan, al este de la meseta de Qinghai Tíbet, en China. Se considera la turbera alpina más grande del mundo. También se conoce como pantano de Zoigê, porque se encuentra en el condado de Zoigê, o pastizales de Songpan, porque también se extiende por este condado. Una parte importante, de unos 1665 km2, es sitio Ramsar.

## Características
Las áreas de pantanos y pastizales se encuentran principalmente en el norte de Sichuan, pero se extienden por el sur de Gansu y el sudeste de Qinghai. Los humedales se han formado en una zona de poco drenaje en la divisoria de aguas de los ríos Yangtsé y Amarillo. La altitud media de los pantanos es de 3600 m y cubren un área de 2600 km2. Al este están bordeados por las montañas Min y al oeste por la sierra de Amne Machin.

El humedal de Zoigê contiene en torno a 1 millón de hectáreas, unos 10.000 km2 de turberas, carrizales pantanosos, lagos, pastizales, matorrales e incluso desierto. Se considera que proporciona el 30 por ciento del agua del río Amarillo. El 90 por ciento de la reserva son las zonas pantanosas y las turberas.
Hay una zona turística experimental en la reserva llamada Flower Lake Ecological Tourism Zone, cuyo lago, el Flower lake tiene 30 cm de profundidad y se ha expandido de 215 a 650 ha. Se considera un paraíso para las aves migratorias, entre ellas el cisne cuellinegro, el cisne cantor y el ánsar indio.

## Sitio Ramsar
La vegetación de las pastizales pantanosos del sitio Ramsar, a una altitud de 3422 a 3704 m alberga a unas 137 especies de aves, incluyendo el pigargo de Pallas, la grulla cuellinegra y el cuón o perro salvaje asiático, así como 38 especies de mamíferos, 3 de anfibios, 15 de peces y 362 de plantas. Se considera que el lugar posee una cantidad enorme de turba y retiene aun más agua, lo que contribuye a la regulación del clima y a la conservación del suelo, así como a la reducción del cambio climático.